# Белозёров, Юрий Николаевич
Юрий Николаевич Белозёров (24 августа 1929, Вятка — 5 февраля 2019, Москва) — юрист, специалист в области уголовного судопроизводства; выпускник юридического факультета МГУ, кандидат юридических наук с диссертацией об обоснованности возбуждения уголовного дела (1972); профессор Московского университета МВД России (1994); полковник внутренней службы и Заслуженный юрист РФ (1997).

## Биография

### Ранние годы. Семья
Юрий Белозеров родился 24 августа 1929 года в городе Вятка (в дальнейшем — Киров) в семье педагогов: его родители работали учителями в сельских и городских общеобразовательных школах региона. Мать Юрия, Анна Сергеевна Белозерова, преподавала математику и стала Заслуженным учителем РСФСР; а отец, Николай Владимирович Белозеров, преподавал литературу и русский язык, а также — историю. Николай Белозеров стал майором в годы Великой Отечественной войны — он служил артиллеристом и был награждён как тремя орденами Красной Звезды, так и медалью «За отвагу». Младшая сестра Юрия Белозеров, Ирина Николаевна, работал учительницей иностранного языка и библиотекарем.
Юрий Белозеров получал среднее образование в период с 1937 по 1947 год — окончил школу с серебряной медалью. После этого он стал студентом юридический факультет Московского государственного университета имени М. В. Ломоносова (без экзаменов); проживал в общежитии МГУ на улице Стромынка. Являлся заместителем секретаря местного комитета комсомола; вступил в КПСС. В 1952 году стал выпускником юрфака МГУ со специальностью «юрист» (с отличием); ему также была присвоена квалификация «научный работник в области юридических наук, преподаватель вуза». После получения высшего образования он был распределён в московскую прокуратуру — стал следователе Сокольнического района.
В тот период Белозеров также читал юридические лекции, преподавая в обществе «Знание» — вёл занятия с курсантами Московской специальной средней школы милиции. В 1955 году стал старшим преподавателем в данной школе; вёл курс по уголовному процессу и руководил практикой, которую курсанты проходили в московской милиции. Затем он был переведён в аппарат Министерства охраны общественного порядка (МООП) РСФСР, где стал старшим инспектором, работая в управлении кадров и учебных заведений. В дальнейшем стал старшим инспектором в управления учебных заведений МВД всего СССР. В 1960-е годы Белозеров участвовал в преобразовании Омской специальной средней школы милиции в Высшую школу милиции МВД СССР (сегодня — Омская академия МВД России); он также участвовал в организации Высшей следственной школы МВД СССР в Волгограде (сегодня — Волгоградская академия МВД России), открытой в 1967 году. Занимался подбором кадров для Высшей школы милиции в Омске, а также — и для Высшей следственной школы МВД 24 февраля 1998 года стал ректором Омского юридического института ныне Сибирский юридический университет в январе 2003 года ушёл в отставку с поста ректора с марта 2003 года до 1 августа 2010 года занимал должность министра образования Омской области 1 августа 2010 года ушёл на пенсию

### Научная и образовательная деятельность
В 1969 году Белозеров стал старшим научным сотрудником в лаборатории социологических методов исследования, предотвращения и раскрытия преступлений, действовавшей при кафедре уголовного процесса Высшей школы МВД СССР. В июле 1972 года защитил кандидатскую диссертацию, основанную на изучении нескольких тысяч уголовных дел в разных областях СССР, по теме «Законность и обоснованность возбуждения уголовного дела» — стал кандидатом юридических наук по специальности «уголовное право и уголовный процесс». Диссертация была выполнена под научным руководством кандидата юридических наук Александра Чувилева и при содействии профессора Владимира Чугунова. Белозеров публиковался в юридических журналах «Советская милиция», «Социалистическая законность» и «Следственная практика».
Белозеров стал работать на кафедре уголовного процесса, относившейся к специальному факультету Высшей школы МВД СССР: занял позицию доцента. В 1975 году он стал заместителем Лидии Карнеевой, являвшейся начальником кафедры уголовного процесса в Московской высшей школы милиции (сегодня — университет МВД). Затем, в октябре 1980 года, Белозеров стал начальником кафедры уголовного процесса, относившейся к Московскому филиалу юридического заочного обучения (МФЮЗО), действовавшего при Академии МВД СССР — возглавлял данную кафедру до 1994 года. Кроме того, он входил в состав методической комиссии, созданной при управлении кадров и управлении учебных заведении МВД СССР (в дальнейшем — МВД РФ). Состоял членом ученых советов в МФЮЗО, а также — в Юридическом институте МВД России.
В 1997 году Белозеров был награждён почетным званием «Заслуженный юрист Российской Федерации»; в январе 2006 года он получил медалью ордена «За заслуги перед Отечеством» (II степени). Полковник внутренней службы Белозеров скончался в Москве 5 февраля 2019 года и был похоронен на Троекуровском кладбище.

## Работы
Юрий Белозеров является автором и соавтором более ста пятидесяти научных работ (более 250 печатных листов), включая 10 монографий по вопросам уголовного судопроизводства; он являлся научным руководителем в сорока кандидатских диссертациях:
- «Дознание в органах милиции и его проблемы» (1972, в соавт.);
- «Органы дознания и предварительного следствия МВД и их взаимодействие» (1973, в соавт.);
- «Проблемы обеспечения законности и обоснованности возбуждения уголовного дела» (1973, в соавт.);
- «Законность и обоснованность возбуждения уголовных дел органами внутренних дел» (1988, в соавт.),
- «Обеспечение прав и законных интересов личности в стадии возбуждения уголовного дела» (1994, в соавт.)
- «Возбуждение уголовного дела» (1976)